# Moncloa (stanice metra v Madridu)
Moncloa (plným názvem španělsky Estación de Moncloa, [monkloa]) je stanice metra v Madridu. Nachází se pod náměstím Plaza de Moncloa před velitelstvím španělského letectva a pod ulicí Princesa. Toto místo se nachází v západní části města, na rozhraní čtvrtí Moncloa – Aravaca a Chamberí. Poblíž stanice se nachází také Vítězný oblouk (španělsky Arco de la Victoria) a vysílač s vyhlídkovou plošinou Faro de Moncloa. Stanice patří k významným přestupním uzlům v Madridu, mimo jiné protože se zde nachází rozsáhlý podzemní terminál autobusové dopravy, tzv. intercambiador. Na stanici se kříží linky metra 3 (která zde na Moncloe končí) a okružní linka 6. Stanice se nachází v tarifní zóně A a je bezbariérově přístupná.

## Historie

Schéma stanice

Schéma uspořádání nástupišť autobusových linek

Stanice vznikla jako prodloužení linky 3 ze sousední stanice Argüelles a byla uvedena do provozu 17. července 1963. Jako jediná na celé lince 3 měla délku nástupiště 90 m (zbytek linky jen 60 m). Stanice okružní linky 6 byla otevřena 10. května 1995. Stanice se nacházela ve větší hloubce a byla s původní stanicí na lince 3 spojena průchodem. V témže roce byla také otevřena první část autobusového terminálu, v následujících letech došlo k jeho rozšíření. Z kapacitních důvodů došlo během let 2004–2006 k velké rekonstrukci a přesunutí nástupišť stanice na lince 3. Díky tomu byl jednak získán prostor pro rozšíření intercambiadoru, jednak došlo k úplnému propojení stanic, které se tak nacházejí na stejné úrovni v souběžné poloze. Nová stanice byla otevřena 30. září 2006. Rozšířený terminál byl pak otevřen v roce 2008. 12. ledna 2009 při vjezdu do stanice vykolejil vlak řady 9000 a kvůli tomu byl zakázán na lince provoz těchto vozů výrobce Ansaldo Breda. V létě 2014 proběhla rekonstrukce úseku linky 6 mezi stanicemi Moncloa a Vicente Aleixandre (Metropolitano).

## Fotogalerie

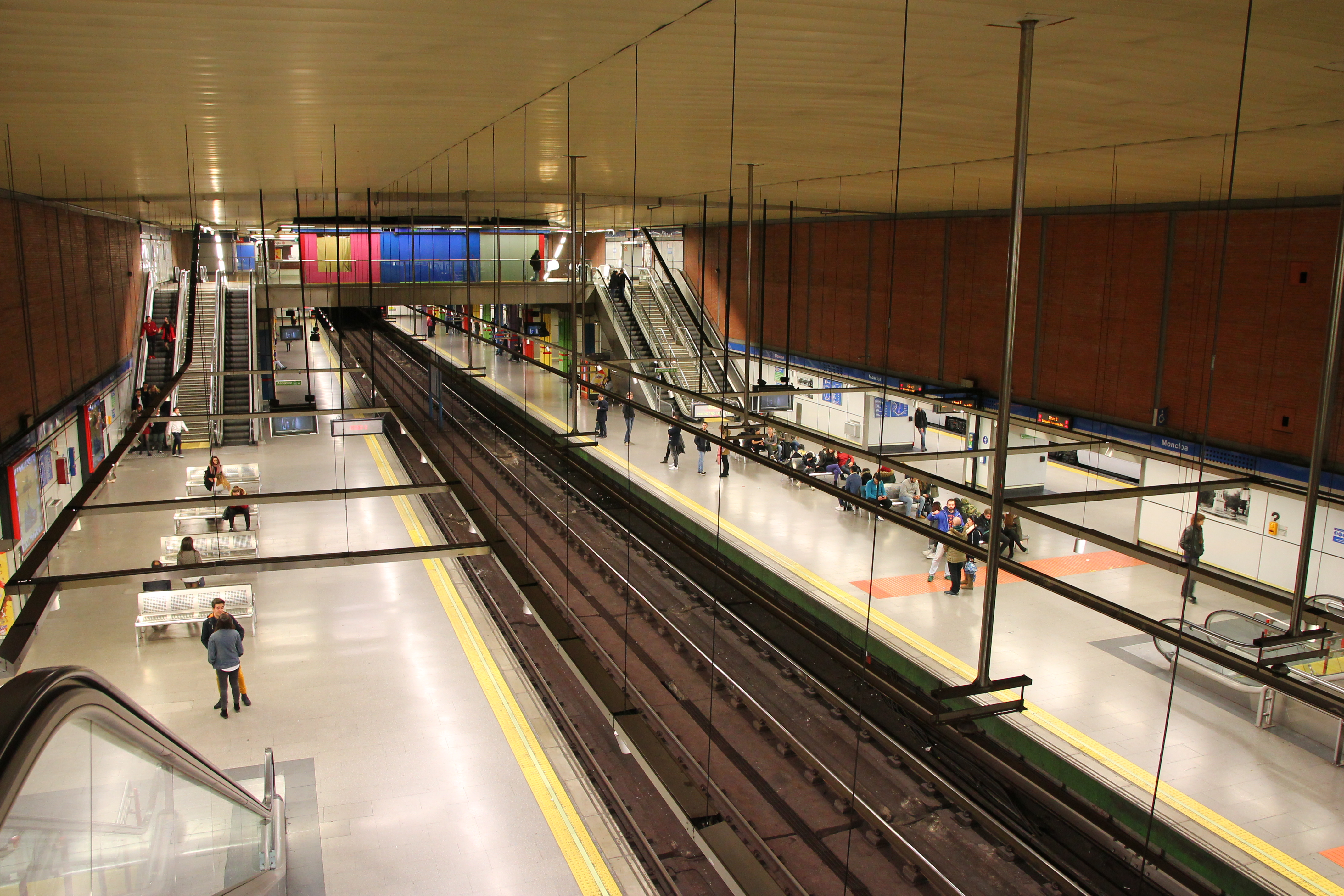
Nástupiště linky 6
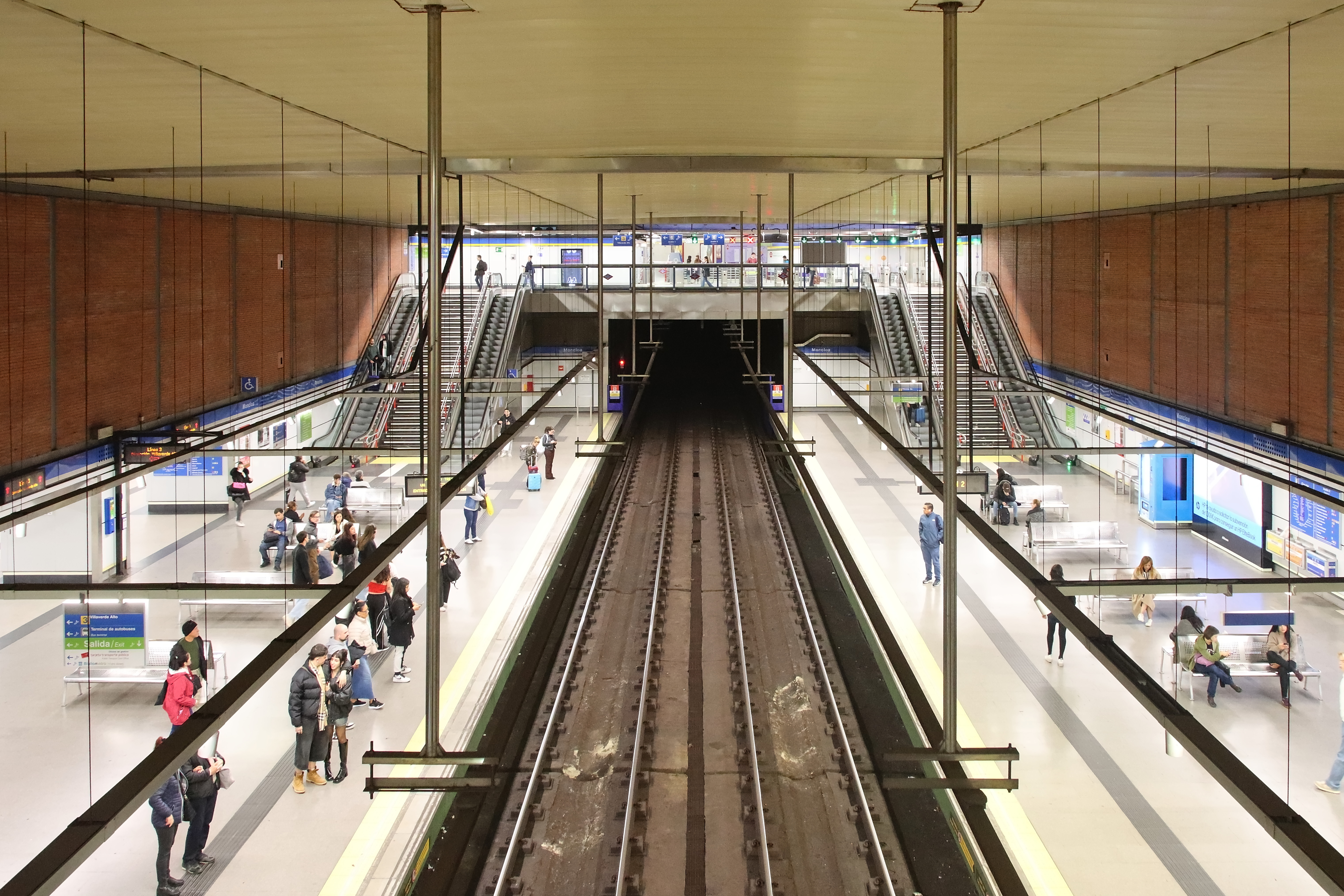
Nástupiště linky 6
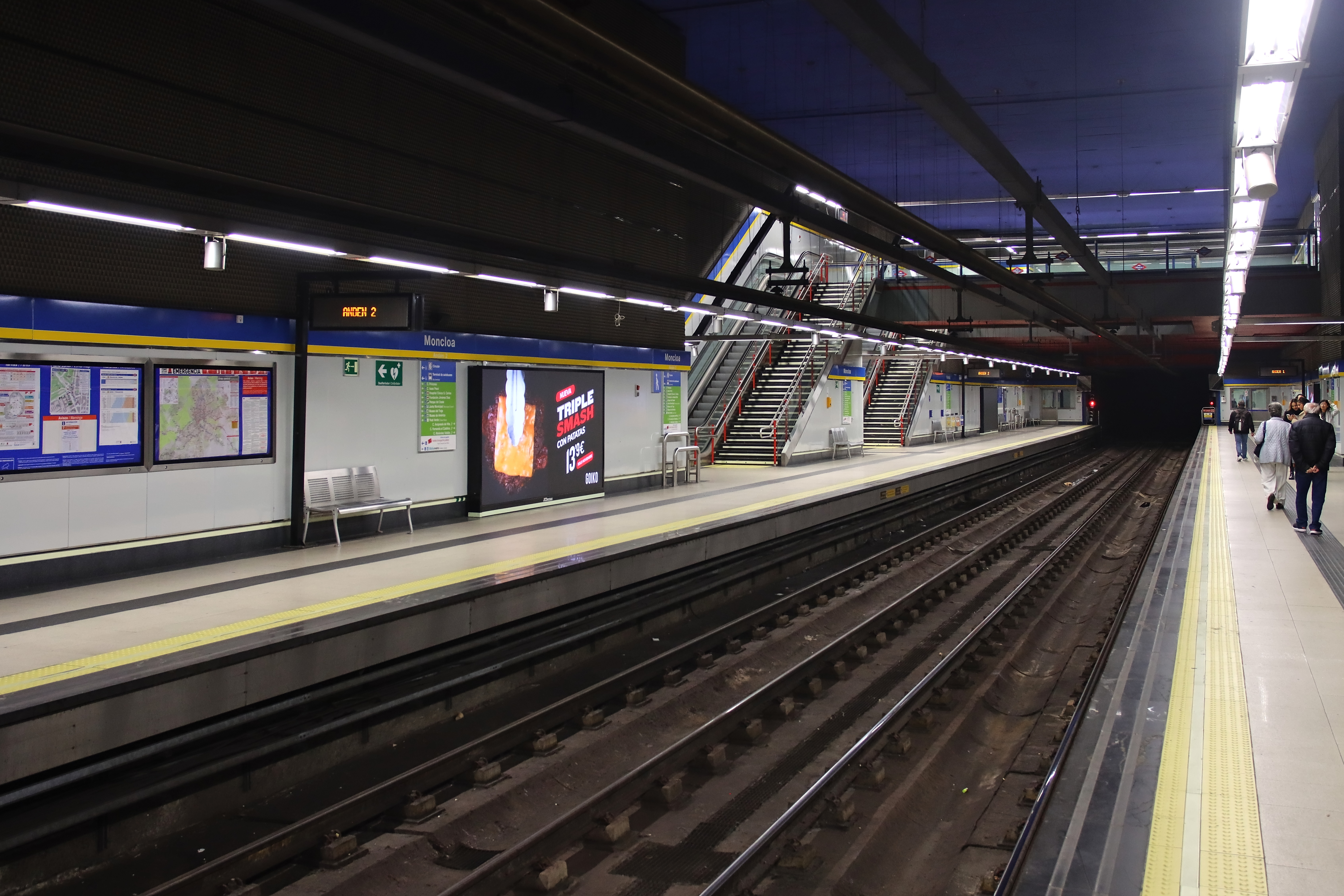
Nástupiště linky 3
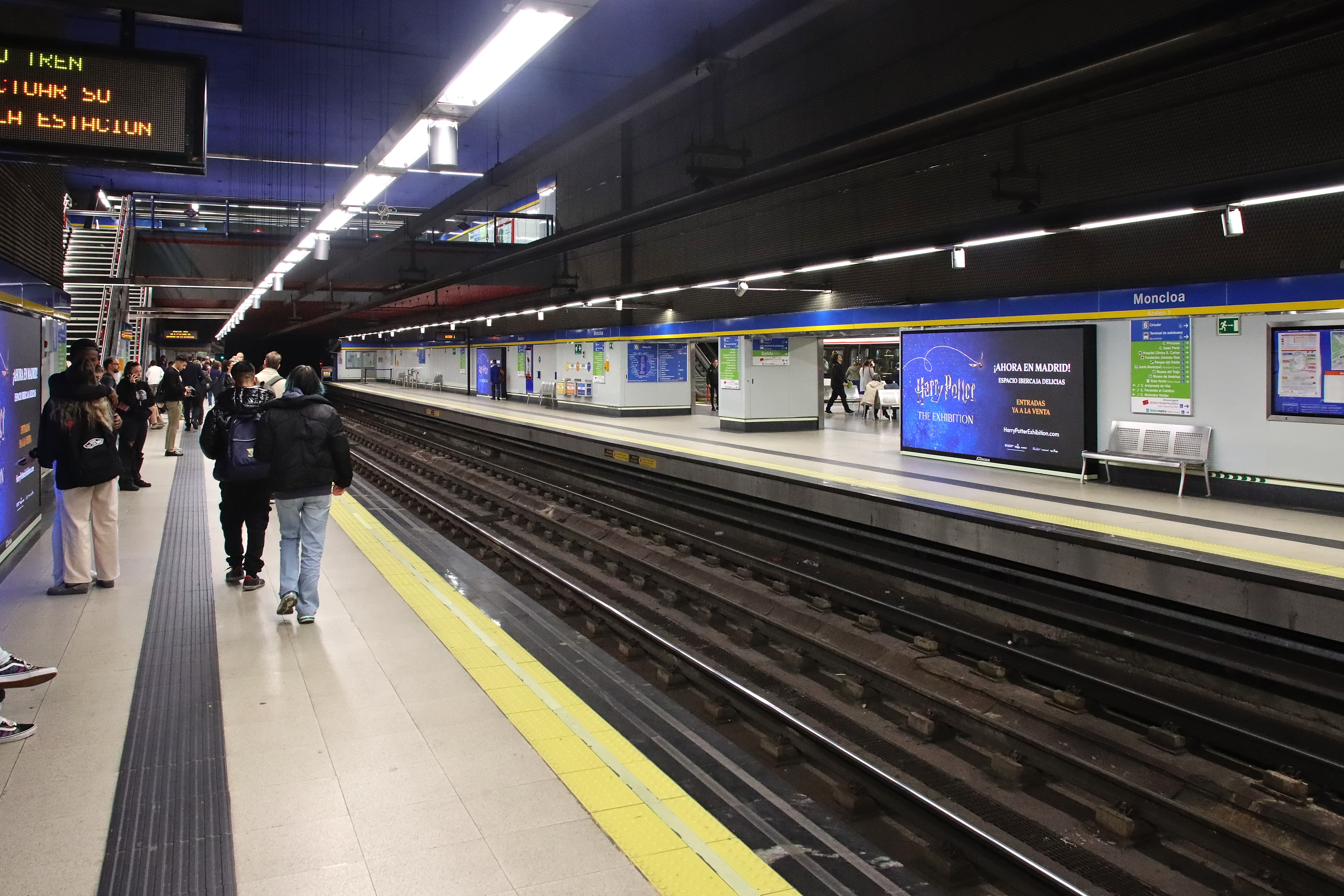
Nástupiště linky 3
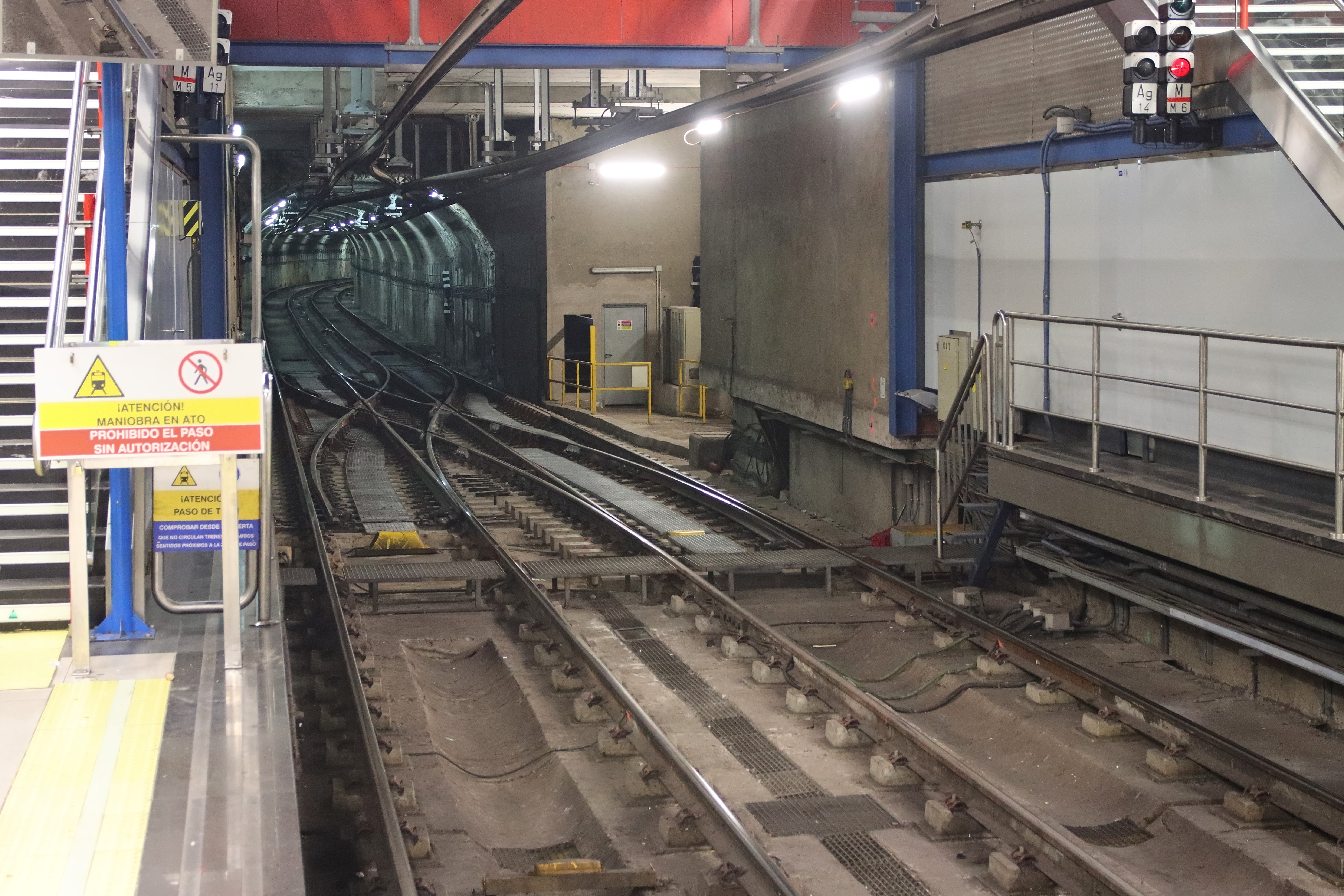
Obratové koleje linky 3
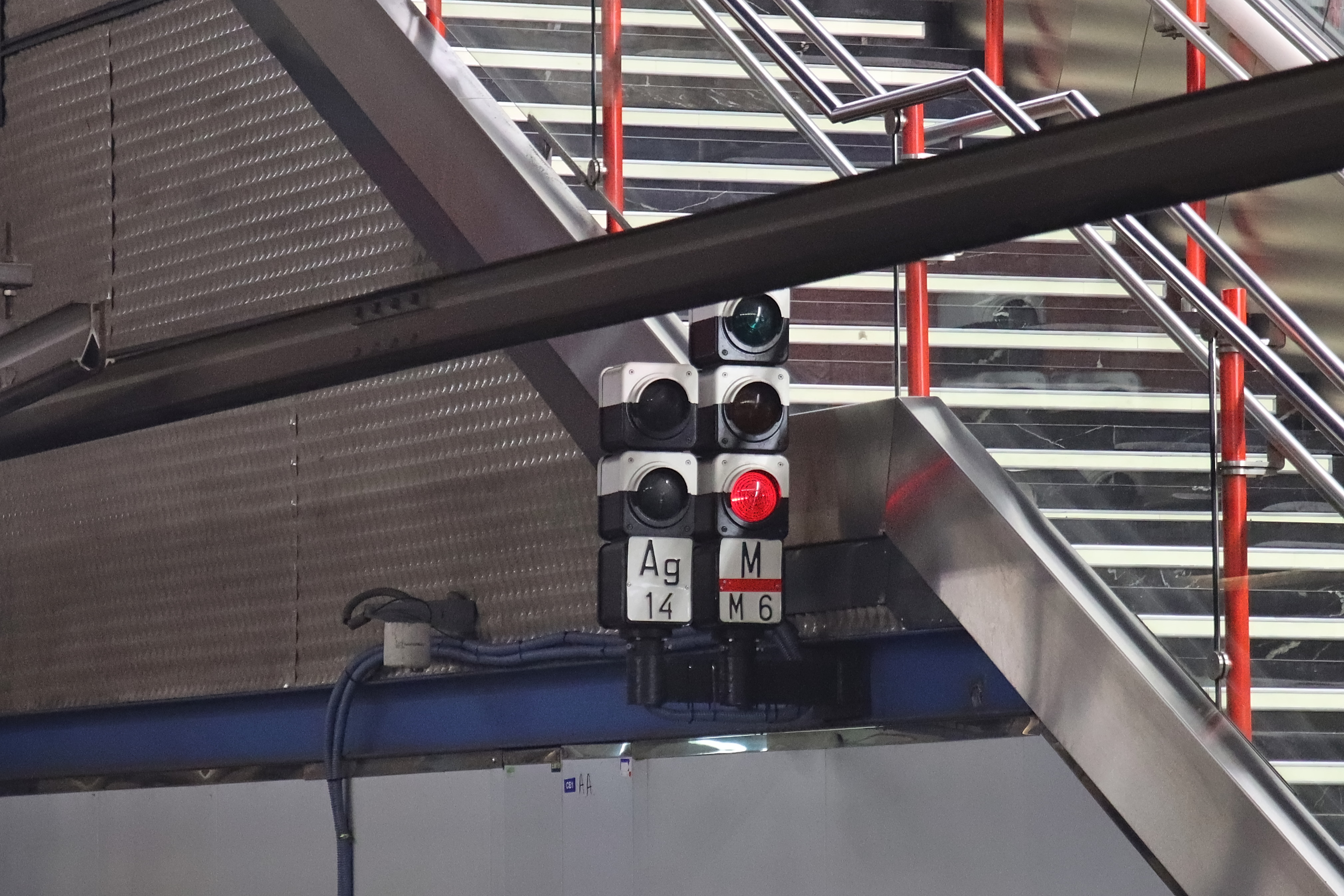
Návěstidla na lince 3
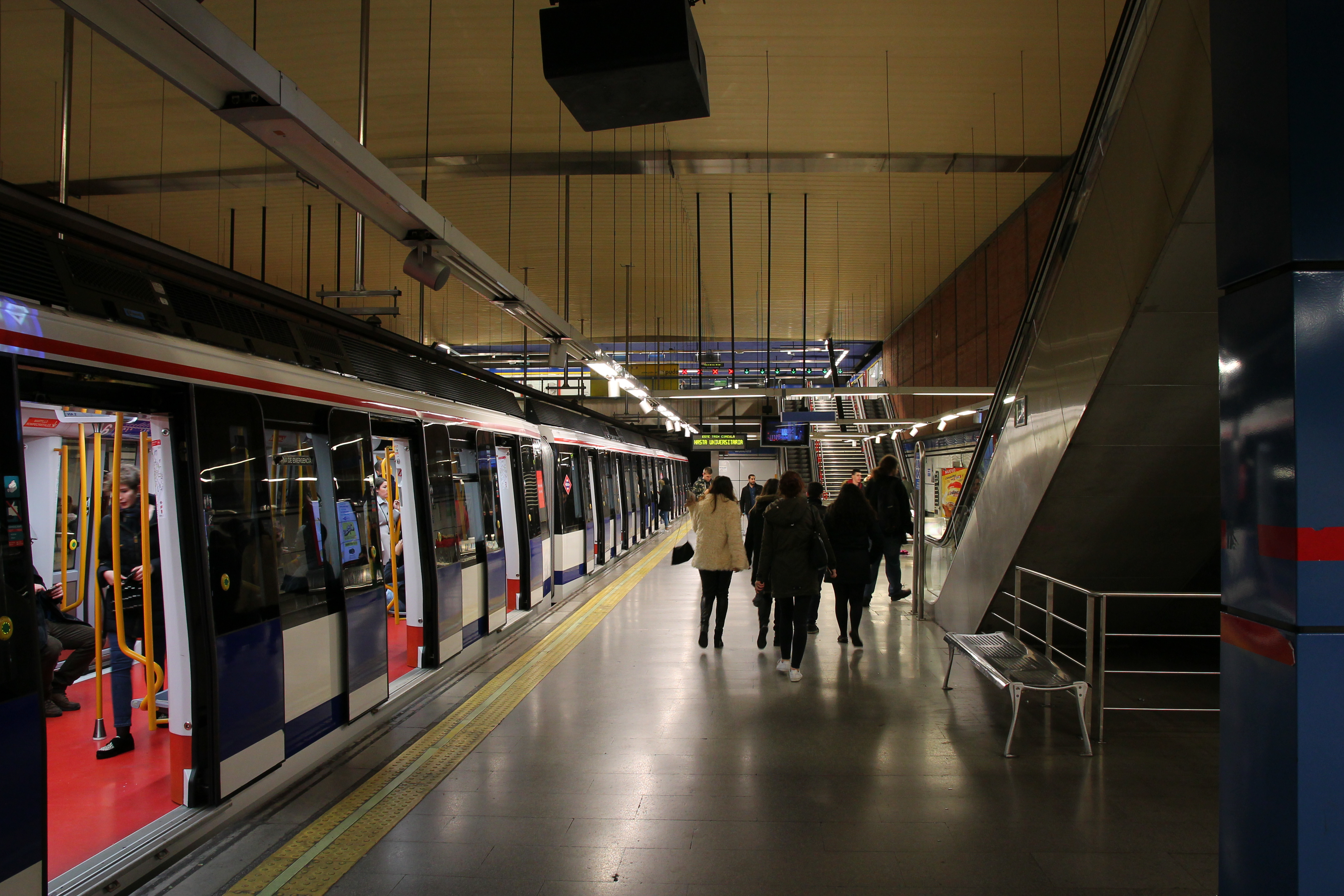
Nástupiště linky 6
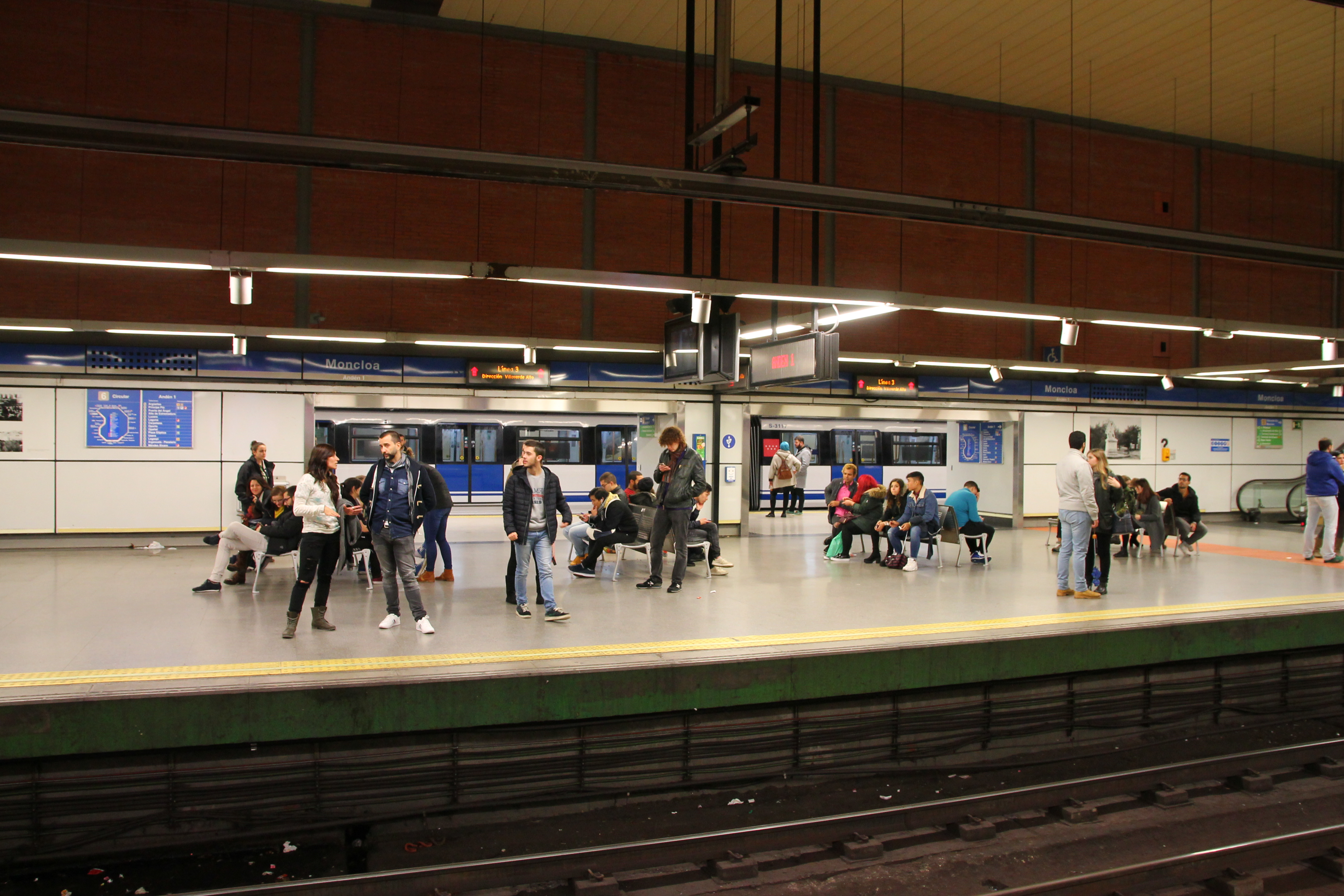
Průhled skrz nástupiště linek 6 a 3 (ve stejné úrovni)
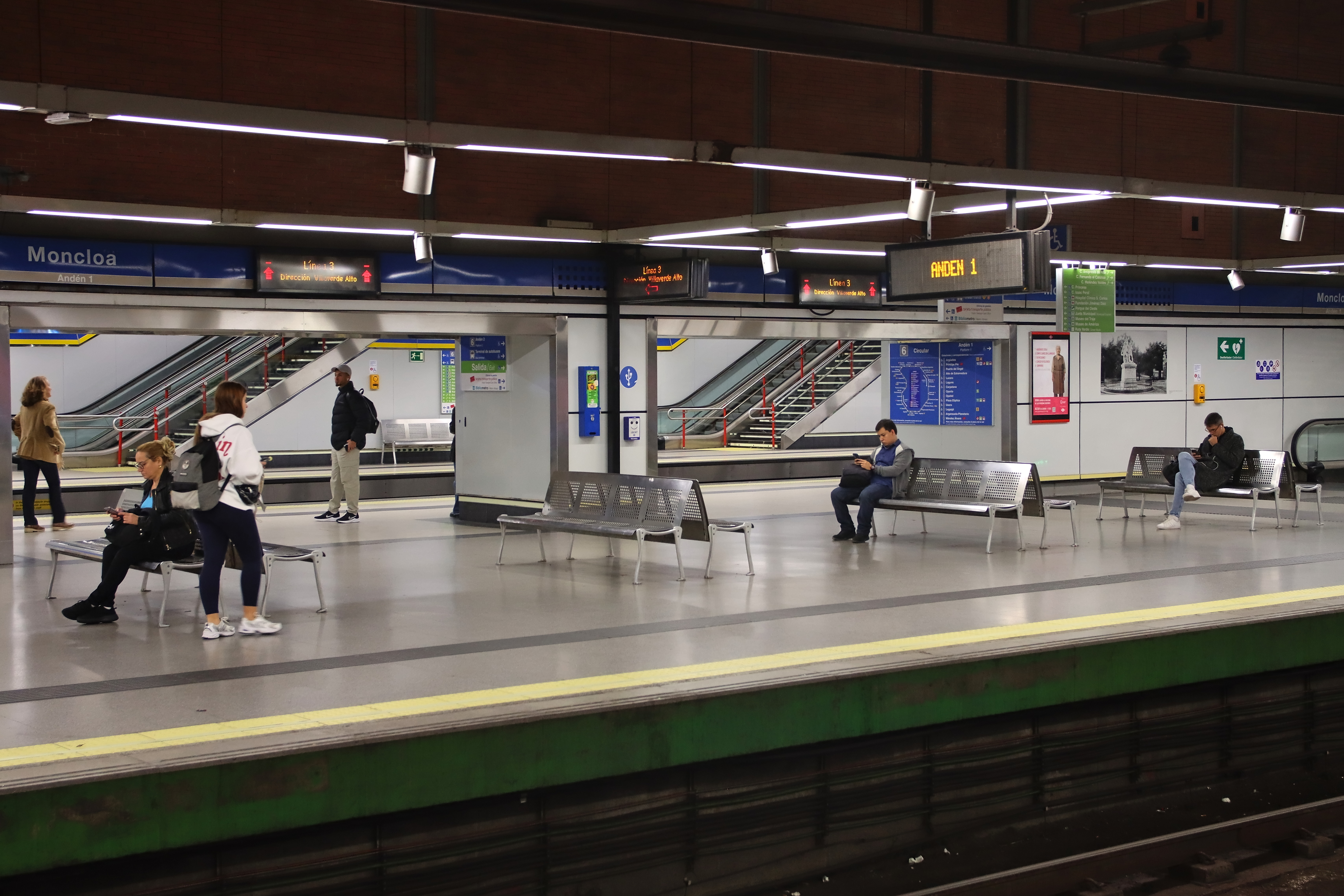
Nástupiště obou linek
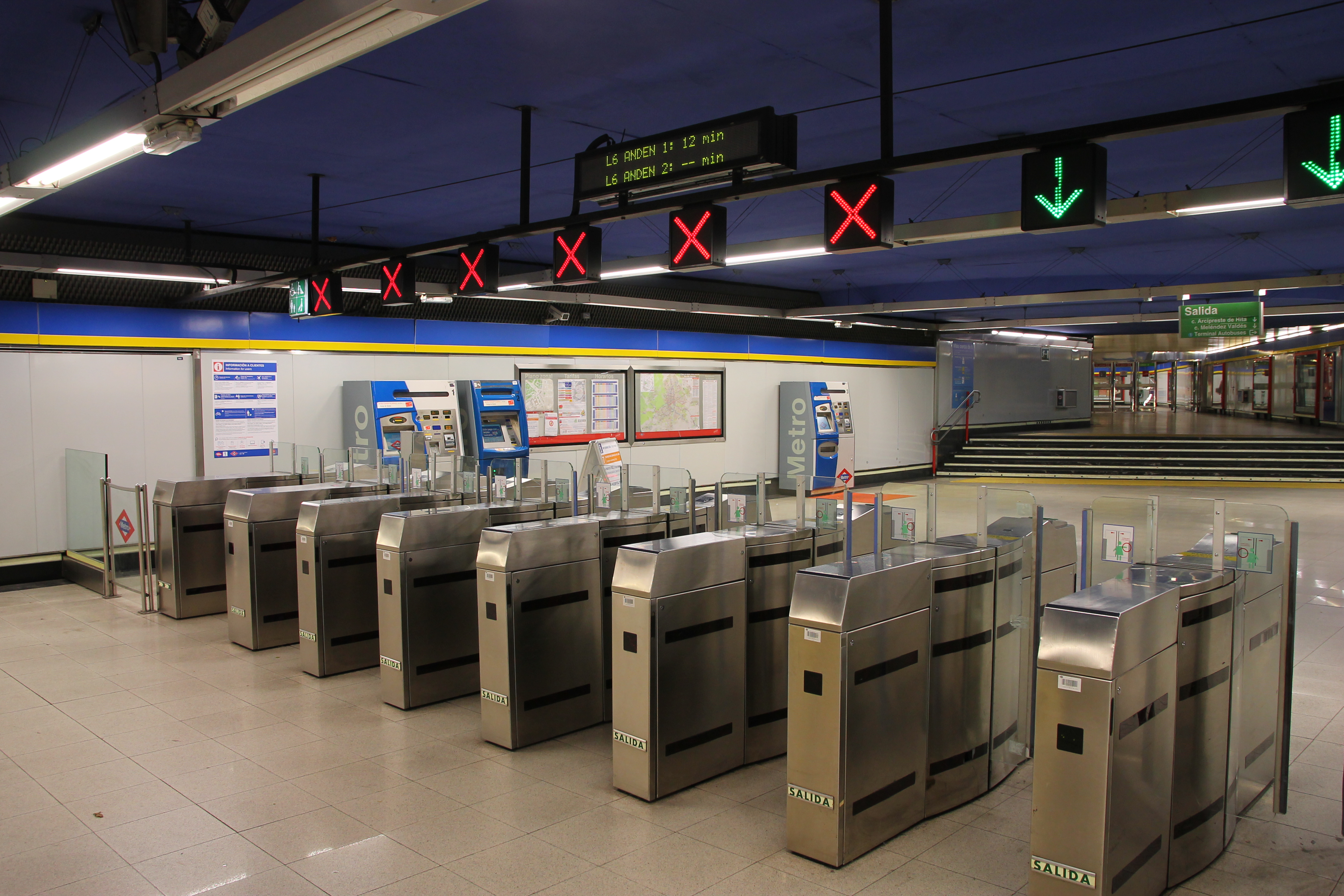
Turnikety
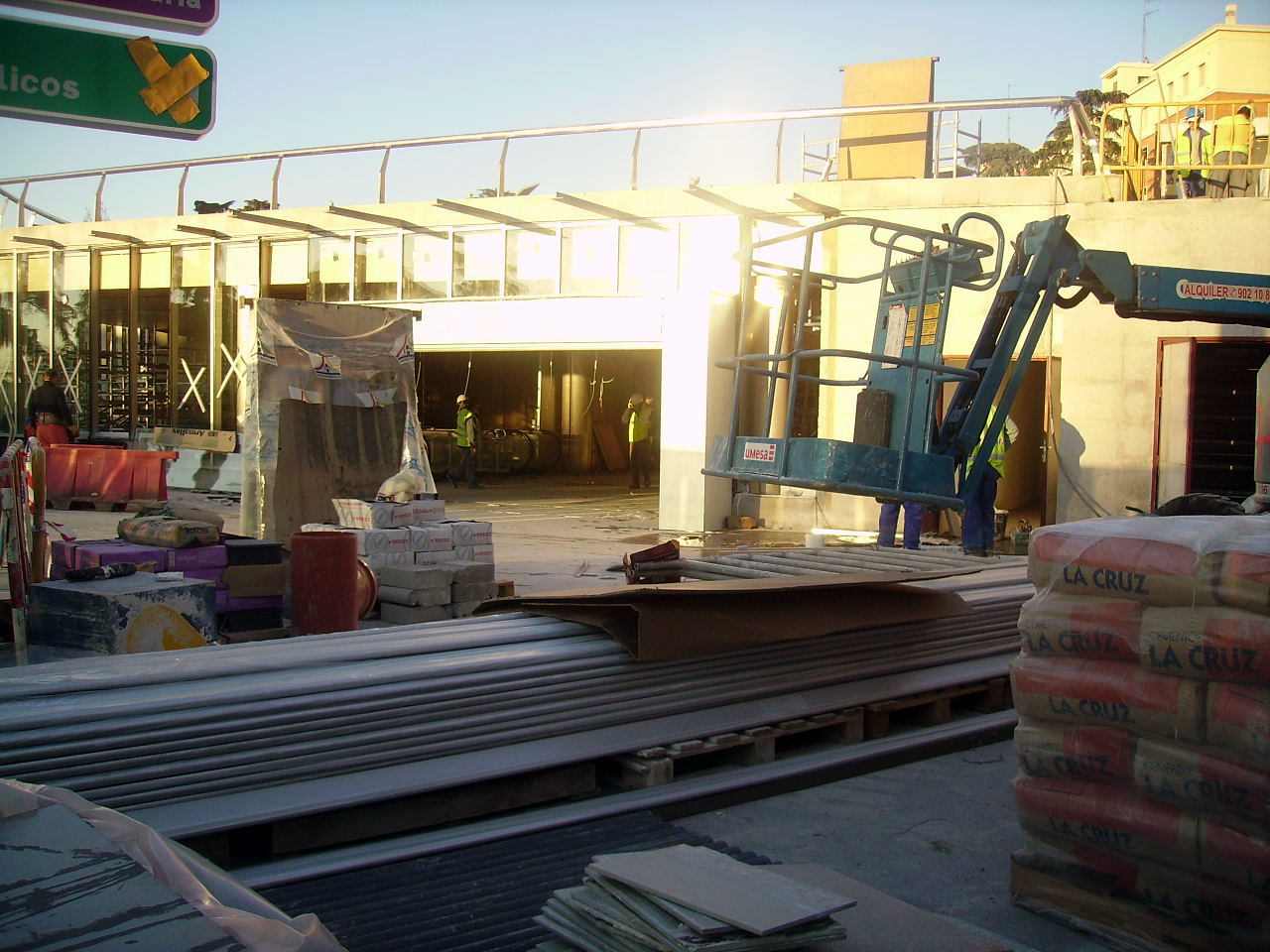
Výstavba přestupní autobusové stanice v roce 2007
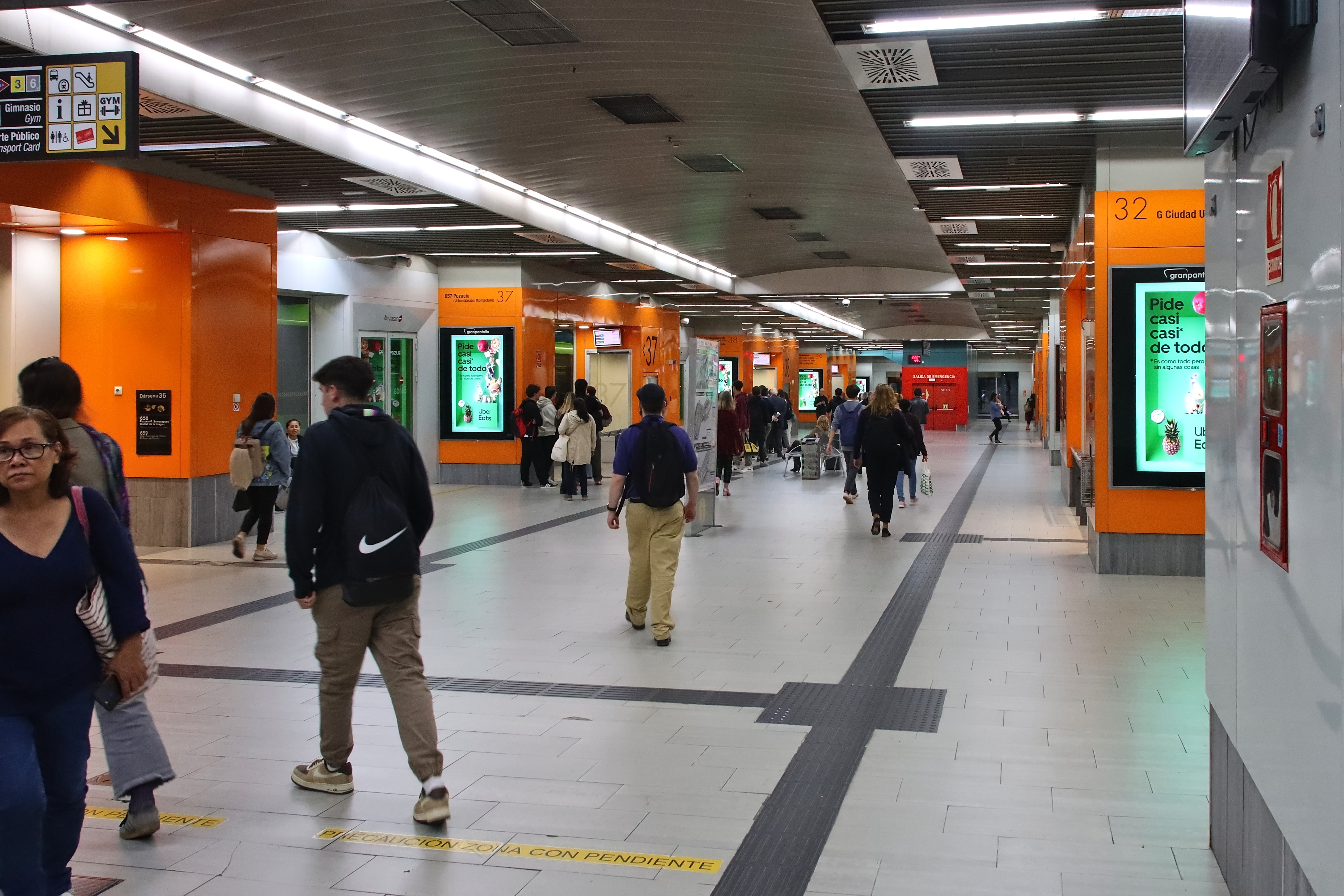
Podzemní autobusová stanice